# Mrzen Oraovets
Mrzen Oraovets (en macédonien Мрзен Ораовец) est un village du centre de la Macédoine du Nord, situé dans la municipalité de Rosoman. Le village comptait 5 habitants en 2002.

## Démographie
Lors du recensement de 2002, le village comptait :
- Macédoniens : 5